# Miklósy Zoltán
Miklósy Zoltán (Lapásgyarmat, 1883. március 12. – Budapest, 1962. február 18.) levéltáros, történész.

## Élete
Miklósy Lajos közbirtokos és Svoboda Stefánia fiaként született a Nyitra vármegyei Laposgyarmaton. Tanulmányait a Budapesti Tudományegyetemen végezte, ahol 1909-ben tanári, 1912-ben bölcsészdoktori oklevelet szerzett. 1912-től polgári iskolai tanár Sarkadon, majd 1913 áprilisától Selmecbánya városi főlevéltárosa. 1915 decemberében letette a levéltári fogalmazói szakvizsgát. 1918-tól Budapesten az Országos Levéltárban teljesített szolgálatot. 1922-től a Gyűjteményegyetem megszervezése után fogalmazó, illetve tudományos allevéltárnok. 1934-től levéltárnok, 1943–1949 között országos főlevéltárnok.
Főként középkori problémákkal foglalkozott.
Házastársa Vaczovszky Magdolna volt, akit 1921. december 31-én Budapesten vett nőül.

## Művei
- 1911 II. Endre és a trónkeresők. Budafok
- 1920 Nagy Lajos tüzérsége. Hadtörténelmi Közlemények
- 1923 A Pálffy-család oklevelei. Levéltári Közlemények I/3-4, 347-352.
- 1933 Tengeri hajóhadunk a középkorban. Budapest.
- 1940 Az Ajtóssyak Nyitramegyében. Magyar Családtörténeti Szemle
- 1940-1941 Hiteles hely és iskola a középkorban. Levéltári Közlemények